# VSAT

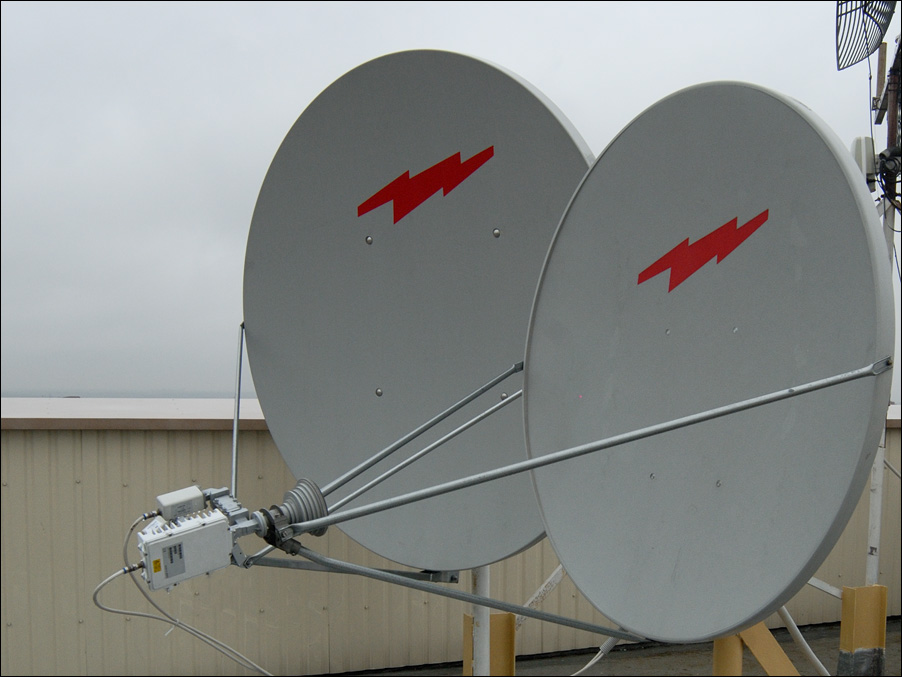
Антенны VSAT, Ku-диапазон

VSAT (сокр. от англ. Very Small Aperture Terminal) — малая спутниковая станция, то есть терминал спутниковой связи с антенной небольшого размера. Технология используется с начала 1990-х годов. По современной классификации к VSAT относятся абонентские спутниковые станции с антеннами диаметром менее 2,5 м, типичными считаются размеры от 1,8 до 2,4 м в C-диапазоне, от 0,9 до 1,8 м в Ku-диапазоне и до 1—1,2 м в Ka-диапазоне. Для станций с антеннами размером в десятки сантиметров, применяемых на мобильных спутниковых станциях, иногда используется название «микро-VSAT». Название VSAT применяется к станциям, оснащенными как зеркальными антеннами («тарелками»), так и антенными решётками аналогичной апертуры.
Как правило, для VSAT применяется упрощённая процедура получения разрешений на использование частот.

## История
Появление VSAT связано с экспериментальной сетью спутниковой телефонной связи на Аляске, созданной в конце 60-х годов в ходе экспериментов со спутником АТС-1. Сеть состояла из 25 земных станций, установленных в небольших посёлках. Эксперимент оказался успешным и был продолжен.
На тот момент самая «маленькая» спутниковая станция имела антенну диаметром 9 м и стоила около 500 тыс. долл.
Дальнейшее развитие и удешевление VSAT-систем привело к созданию фирмой Equatorial экономически эффективных систем спутниковой связи на базе VSAT, что дало толчок к появлению новых фирм, предлагающих оборудование VSAT. Началось быстрое развитие рынка, и резко выросла конкуренция на нём. На рынок обратили внимание и киты телекоммуникационного бизнеса, которые стали покупать фирмы, успешно развивающиеся на рынке. Американский телекоммуникационный гигант AT&T приобрёл фирму Tridom. Пионер создания VSAT Ku-диапазона, фирма Linkabit, слилась с фирмой M/A-COM, которая стала ведущим поставщиком оборудования VSAT. Впоследствии Hughes Communications приобрела отделение у M/А-СОМ. Так появилась фирма Hughes Network Systems.
Scientific Atlanta, изготовитель больших станций спутниковой связи, включилась в производство оборудования VSAT, приобретя фирму Adcom. Первоначально GTE Spacenet предоставляла услуги VSAT, используя оборудование других поставщиков. Equatorial в 1987 году слилась с фирмой Contel, которая одновременно приобрела VSAT-отделение фирмы Comsat. А в 1991 году GTE Spacenet приобрела фирму Contel. В 1987 году основатели фирмы создали новую фирму Gilat Satellite Networks Ltd. по производству оборудования VSAT. Таким образом сформировался основной пул игроков на рынке производства оборудования VSAT, который сохраняется и по сей день.

## Состав

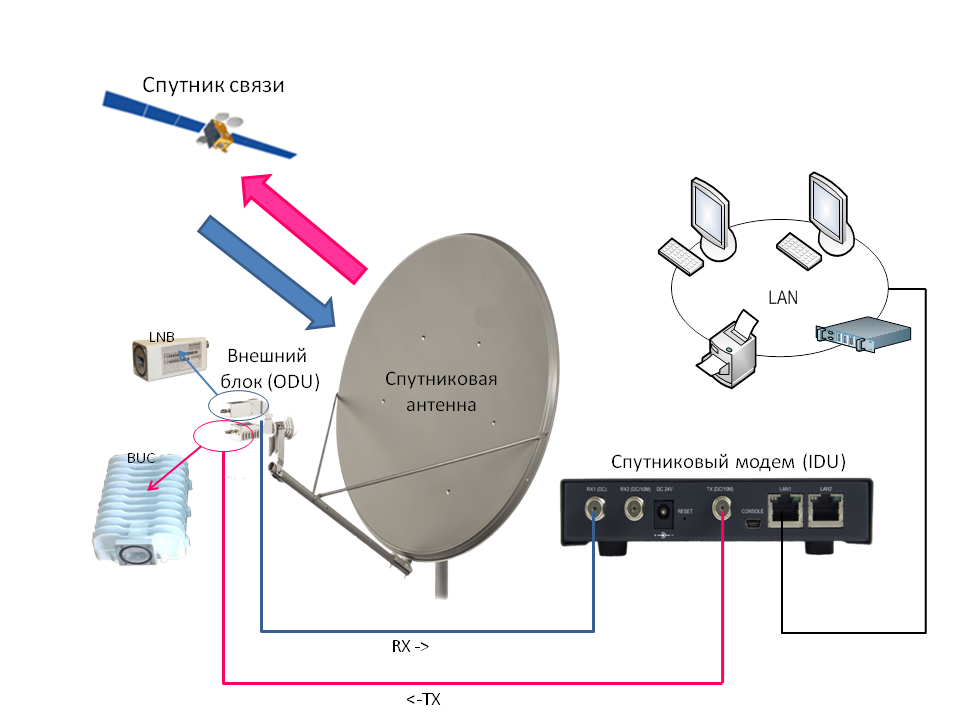
Станция VSAT

VSAT состоит из двух основных частей — устанавливаемого вне помещения антенного поста, включающего антенну и приёмопередающий блок (англ. ODU, OutDoor Unit — внешний блок), и спутникового модема (англ. IDU , InDoor Unit — внутренний блок)
Приёмопередающее оборудование (ODU) устанавливается на облучателе в фокусе антенны и передаёт и принимает через спутник модулированные радиосигналы. В состав ODU входят полупроводниковый усилитель (SSPB, BUC), обычно небольшой мощности, до 2-3 Ватт, хотя может быть и больше, и малошумящий приёмный усилитель-конвертер (LNB). LNB и BUC соединяются с облучателем через поляризационный селектор, они принимают и передают сигнал в ортогональных друг другу поляризациях (вертикальной и горизонтальной для линейной, левой и правой для круговой — в зависимости от используемой спутником). ОМТ может входить в состав ODU или поставляться с антенной. Внешний блок и модем соединяются коаксиальными кабелями с разъёмами типа F или N. Длина кабельной трассы от антенного поста до модема обычно — до 20—30 м, при использовании специальных типов кабелей — до 100 м.
Внутренний блок (IDU) представляет собой маленький настольный прибор (спутниковый модем), который преобразует информацию, проходящую между аналоговыми коммуникациями на спутнике и местными устройствами, такими как телефоны, компьютерные сети, ПК, ТВ и т. д. Вдобавок к основным программам преобразования IDU могут содержать также дополнительные функции, например, такие, как безопасность, ускорение сети и другие свойства.

## Принципы работы
Сеть спутниковой связи на базе VSAT включает в себя три основных элемента: центральная земная станция (при необходимости), спутник-ретранслятор и абонентские VSAT-терминалы.
- Центральная земная станция в сети спутниковой связи выполняет функции центрального узла и обеспечивает управление работой всей сети, перераспределение её ресурсов, выявление неисправностей, тарификацию услуг сети и сопряжение с наземными линиями связи. Обычно ЦЗС устанавливается в узле сети, на который приходится наибольший трафик. Это может быть, например, главный офис или вычислительный центр компании в корпоративных сетях, или же крупный город в региональной сети.
- Абонентский VSAT-терминал обычно включает в себя антенно-фидерное устройство, наружный внешний радиочастотный блок и внутренний блок (модем). Внешний блок представляет собой небольшой приёмопередатчик или приёмник. Внутренний блок обеспечивает сопряжение спутникового канала с терминальным оборудованием пользователя (компьютер, сервер ЛВС, телефон, факс УАТС и т. д.).
- Спутники-ретрансляторы сети VSAT строятся на базе геостационарных спутников связи. Это позволяет максимально упрощать конструкцию абонентских терминалов и снабжать их простыми фиксированными антеннами без системы слежения за спутником. Спутник принимает сигнал от земной станции, усиливает его и направляет назад на Землю. Важнейшими характеристиками спутника являются мощность бортовых передатчиков и количество радиочастотных каналов (стволов или транспондеров) на нём. Для обеспечения работы через малогабаритные абонентские станции типа VSAT требуются передатчики с выходной мощностью около 40 Вт. Современные VSAT работают, как правило, в Ku-диапазоне частот 11/14 ГГц (одно значение частоты на приём, другое — на передачу); также есть системы, использующие C-диапазон 4/6 ГГц, также сейчас осваивается Ka-диапазон 18/30 ГГц.

Приёмо-передающая аппаратура и антенно-фидерное устройство обычно строятся на базе стандартного оборудования, имеющегося на рынке. Стоимость определяется размерами антенны и мощностью передатчика, которые существенно зависят от технических характеристик используемого спутника-ретранслятора. Для обеспечения надёжности связи аппаратура обычно имеет 100%-е резервирование.
Каналообразующая аппаратура обеспечивает формирование спутниковых радиоканалов и стыковку их с наземными линиями связи. Каждый из поставщиков систем спутниковой связи применяет свои оригинальные решения этой части ЦЗС, что часто исключает возможность использовать для построения сети аппаратуру и абонентские станции других фирм. Обычно эта подсистема строится по модульному принципу, что позволяет по мере роста трафика и количества абонентских станций в сети легко добавлять новые блоки для увеличения её пропускной способности.
Современный VSAT обеспечивает получение информации владельцем VSAT со скоростью до 4 Мбит/c (в режиме мультикаст до 30 Мбит/c) и передачу информации до 1—2 Мбит/с.
Современные абонентские VSAT-терминалы имеют один и более портов Ethernet и встроенные функции маршрутизатора. Некоторые модели посредством расширения могут оснащаться 1—4 телефонными портами.

## Ситуация на сегодняшний день
По данным на 2007 год в мире было более миллиона VSAT, из них только в США — более полумиллиона. В России на конец 2006 года было около пяти тысяч VSAT, по состоянию на ноябрь 2007 года было установлено более 17 тысяч станций. К 2019 году, по оценке консалтингового агентства Nothern Sky Reseach, во всем мире работали около 7,5 миллионов VSAT. Количество установок VSAT в России на 2019 год оценивается в 130 тысяч.
Потребителей российского рынка VSAT можно разделить на четыре сегмента:
- Государственные учреждения
- Крупные корпорации с разветвлённой сетью филиалов и представительств
- Средний и малый региональный бизнес
- Частные пользователи (спутниковый Интернет).

Активными пользователями VSAT являются морские суда, где используются стабилизированные антенны, которые позволяют отслеживать спутник, несмотря на изменение курса судна. В настоящее время практически все пассажирские круизные суда имеют на борту установку морского VSAT. Как правило, основной проблемой для морских пользователей является правильный выбор оператора VSAT, имеющего неограниченную зону покрытия по всему миру, а также автоматический переход с одного спутника на другой во время плавания.
Основные производители VSAT в мире:
- Advanetch Wireless (Канада);
- Hughes Network System (США) — HughesNet (DirecWay), HX;
- Gilat (Израиль) — SkyEdge;
- ViaSat (США);
- iDirect(США);
- NDSatCom (Германия);
- Истар (Россия);
- Newtec (Бельгия);
- ComTech.

Типичная стоимость VSAT корпоративного класса для конечного клиента — около 2500—3000 $. Для массового доступа к услугам спутникового Интернета предлагаются комплекты VSAT, обычно с ограниченной сетевой функциональностью, ценой до 30 тыс. рублей.
Развёртывание VSAT и включение в сеть занимает от 1—2 часов для простых типовых установок до 4—6 и более для «проблемных» (с поиском видимости на спутник, установкой нестандартных опор и т. п.). Если требуется специальная подготовка места под опору антенны (бурение грунта, бетонирование, сварочные работы и т. п.), то время установки может существенно увеличиваться.
Основное использование VSAT — организация широкополосного доступа в Интернет, телефонная связь, передача данных для корпоративных сетей, видеоконференции, дистанционное обучение, резервирование для наземных каналов связи.
Используется преимущественно вне больших городов, там, где нет надёжных и высокоскоростных наземных каналов связи.

## Краткий список VSAT-сервисов
- Интернет через спутник
- Дистанционное обучение
- Сельская связь
- Телемедицина
- Служба чрезвычайных ситуаций
- Закрытые группы пользователей государственных служб
- Национальные и многонациональные сети
- Широкополосная передача данных
- Широковещательные службы
- Службы правительственных и корпоративных организаций
- Службы расширения инфраструктуры ТфОП
- Службы рассылки новостей
- Коллективный доступ в Интернет
- Мультикастинг (циркулярная рассылка информации)